# Чемпионат мира по шорт-треку 2010
Чемпионат мира по шорт-треку 2010 года проходил 19-21 марта в Софии (Болгария).

## Общий медальный зачёт
| Место | Страна           | Золото | Серебро | Бронза | Всего |
| ----- | ---------------- | ------ | ------- | ------ | ----- |
| 1     | Республика Корея | 7      | 5       | 3      | 15    |
| 2     | Китай            | 3      | 1       | 1      | 5     |
| 3     | Канада           | 0      | 3       | 2      | 5     |
| 4     | США              | 0      | 1       | 3      | 4     |
| 5     | Германия         | 0      | 0       | 1      | 1     |

## Медалисты
За первое место в дисциплине начислялось 34 очка, за второе — 21 очко, за третье — 13 очков, за четвёртое — 8 очков, за пятое — 5 очков, за шестое — 3 очка, за седьмое — 2 лчка и за восьмое — 1 очко; очки начислялись лишь спортсменам, принявшим участие в финальных соревнованиях по соответствующей дисциплине. В суперфинале на дистанции 3000 м лидирующие после первого километра спортсмены получали 5 дополнительных очков. Затем очки складывались, и так определялся победитель в многоборье; эстафеты для определения победителей в многоборье не учитывались.

### Мужчины
| Дисциплина | Золото                                                               | Серебро                                                          | Бронза                                                                   |
| ---------- | -------------------------------------------------------------------- | ---------------------------------------------------------------- | ------------------------------------------------------------------------ |
| Многоборье | Ли Хо Сок Республика Корея                                           | Квак Юн Ги Республика Корея                                      | Лян Вэньхао Китай                                                        |
| 500 м      | Лян Вэньхао Китай                                                    | Франсуа Амлен Канада                                             | Франсуа-Луи Трамбле Канада                                               |
| 1000 м     | Ли Хо Сок Республика Корея                                           | Квак Юн Ги Республика Корея                                      | Джон Сельски США                                                         |
| 1500 м     | Квак Юн Ги Республика Корея                                          | Сон Си Бэк Республика Корея                                      | Ли Хо Сок Республика Корея                                               |
| 3000 м     | Ли Хо Сок Республика Корея                                           | Квак Юн Ги Республика Корея                                      | Джон Сельски США                                                         |
| Эстафета   | Республика Корея · Ким Сон Иль · Ли Джун Су · Квак Юн Ги · Ли Хо Сок | США · Саймон Чо · Трэвис Джейнер · Джон Сельски · Джордан Мэлоун | Германия · Тайсон Хён · Пауль Херрман · Роберт Зайферт · Себастьян Праус |

### Женщины
| Дисциплина | Золото                                                                               | Серебро                                                                                   | Бронза                                                             |
| ---------- | ------------------------------------------------------------------------------------ | ----------------------------------------------------------------------------------------- | ------------------------------------------------------------------ |
| Многоборье | Пак Сын Хи Республика Корея                                                          | Ван Мэн Китай                                                                             | Чо Хэ Ри Республика Корея                                          |
| 500 м      | Ван Мэн Китай                                                                        | Калина Роберж Канада                                                                      | Марианна Сен-Желе Канада                                           |
| 1000 м     | Ван Мэн Китай                                                                        | Чо Хэ Ри Республика Корея                                                                 | Кэтрин Ройтер США                                                  |
| 1500 м     | Пак Сын Хи Республика Корея                                                          | Ли Ын Бёль Республика Корея                                                               | Чо Хэ Ри Республика Корея                                          |
| 3000 м     | Пак Сын Хи Республика Корея                                                          | Чо Хэ Ри Республика Корея                                                                 | Ли Ын Бёль Республика Корея                                        |
| Эстафета   | Республика Корея · Ким Мин Джун · Чо Хэ Ри · Ли Ын Бёль · Пак Сын Хи · Чхве Джун Вон | Канада · Таня Висент · Марианна Сен-Желе · Калина Роберж · Джессика Грегг · Валери Мальте | США · Кэтрин Ройтер · Элисон Дудек · Кимберли Деррик · Лана Геринг |